# Song Renzong
Song Renzong (zijn persoonlijke naam was Zhao Zhen) (1010 - 1063) was keizer van de Chinese Song-dynastie (960-1279). Hij regeerde van 1022 tot 1063.